# Uroleucon bielawskii
Uroleucon bielawskii är en insektsart. Uroleucon bielawskii ingår i släktet Uroleucon, och familjen långrörsbladlöss. Inga underarter finns listade i Catalogue of Life.